# Fuerte de Curupayty

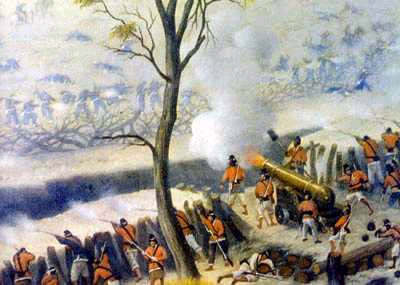
Soldados paraguayos en la Batalla de Curupayty en una trinchera contra las tropas aliadas.

El Fuerte de Curupayty se localizaba en la margen izquierda del río Paraguay, cerca de cinco kilómetros al sur de la Fortaleza de Humaitá, en el Paraguay.
En el contexto de la Guerra de la Triple Alianza, de la misma forma que el Fuerte de Curuzú, se constituía en una defensa avanzada de la Fortaleza de Humaitá. Este complejo defensivo paraguayo controlaba el acceso por vía fluvial a la capital, Asunción. Después de la caída de Curuzú, Curupayty se volvió el próximo objetivo de las fuerzas aliadas.
Mientras ocurrían los combates por el Fuerte de Curuzú, y las posteriores negociaciones diplomáticas, el Fuerte de Curupayty vio reforzadas sus defensas, inclusive con un entrincheramiento de cerca de dos kilómetros de extensión, complementado por un foso de cuatro metros de ancho por dos de profundidad. La tierra retirada del foso fue apilada en parapetos defensivos de dos metros de altura, detrás de los cuales se distribuían noventa cañones, cubriendo el lado del río y el lado de tierra, junto con cinco mil soldados paraguayos.
Esa defensa se mostró eficiente para rechazar el ataque combinado fluvial y terrestre, realizado el 22 de septiembre de 1866, por la escuadra del vicealmirante Joaquim Marques Lisboa y por el 2.º Cuerpo del Ejército brasileño, junto con fuerzas argentinas y uruguayas, totalizando unos 20 000 hombres de los cuales pereció la mitad. 
En el desarrollo del conflicto, luego de permanecer sitiado, el fuerte fue desocupado por las fuerzas paraguayas el 23 de marzo de 1868.

### Construcción de las trincheras

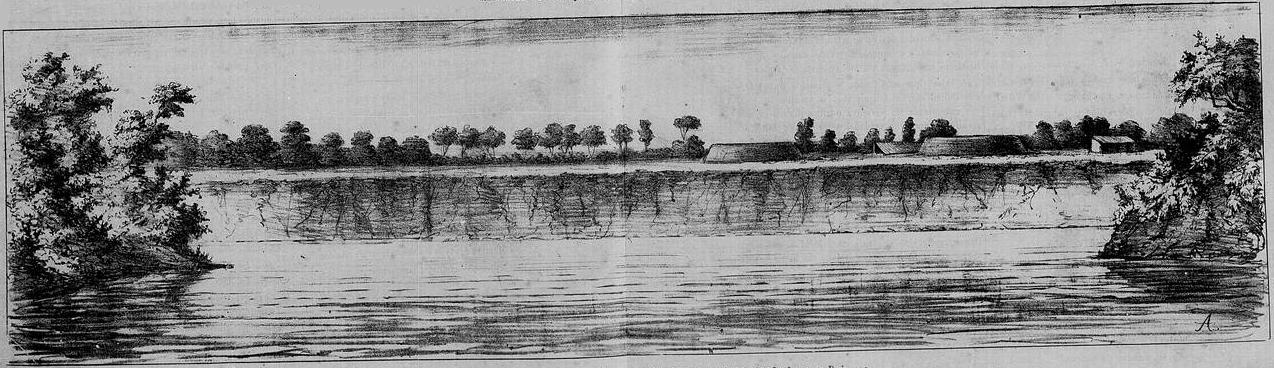
Vista desde el río de los límites y fortificaciones de Curupaity

## Las trincheras de Curupayty